# 鈴木教久
鈴木 教久（すずき かずひさ、1976年7月26日 - ）は、日本の広告プロデューサー、ゲームプランナー。ゲームデザイナーとしては鈴木 カズ（すずき カズ）とも名乗る。

## 人物
青森県出身。横浜国立大学卒。株式会社電通 コミュニケーション・デザイン・センター（CDC） 次世代コミュニケーション開発部 所属。広告代理店で広告・開発プロデュースを行う傍ら、個人のプロジェクトとして、アプリの制作・プロモーションをすべてひとりで行っている。
ドバイ在住。

## 経歴
- 2002年7月、CMS プチ・ホームページサービス をリリース。
- 2005年5月、株式会社paperboy&co. にサービスの運営権を譲渡。

- 2011年4月、iOSアプリ「人狼ゲーム〜牢獄の悪夢〜」をリリース。
- 2014年3月、ライトノベル『人狼ゲーム 人事の悪夢』（大和書房）を発刊。

## 著書
- 2014年 - 『人狼ゲーム〜人事の悪夢〜』 大和書房
- 2007年 - 『ADOBE CREATIVE SUITE 3 DESIGN PREMIUM オフィシャルトレーニングブック』ワークスコーポレーション別冊書籍編集部（共著）